# Vasilij Pavlovitj Rotjev
Vasilij Pavlovitj Rotjev (ryska: Василий Павлович Рочев), född 22 december 1951, är en sovjetisk före detta längdskidåkare som var aktiv under 1970- och 80-talen. Han blev olympisk guldmedaljör i Lake Placid 1980 på 4 x 10 kilometer och silvermedaljör på 30 kilometer vid samma OS.
Han är pappa till Vasilij Rotjev som tog olympiskt silver i Turin 2006 på lagsprint.